# Тілопо золотолобий

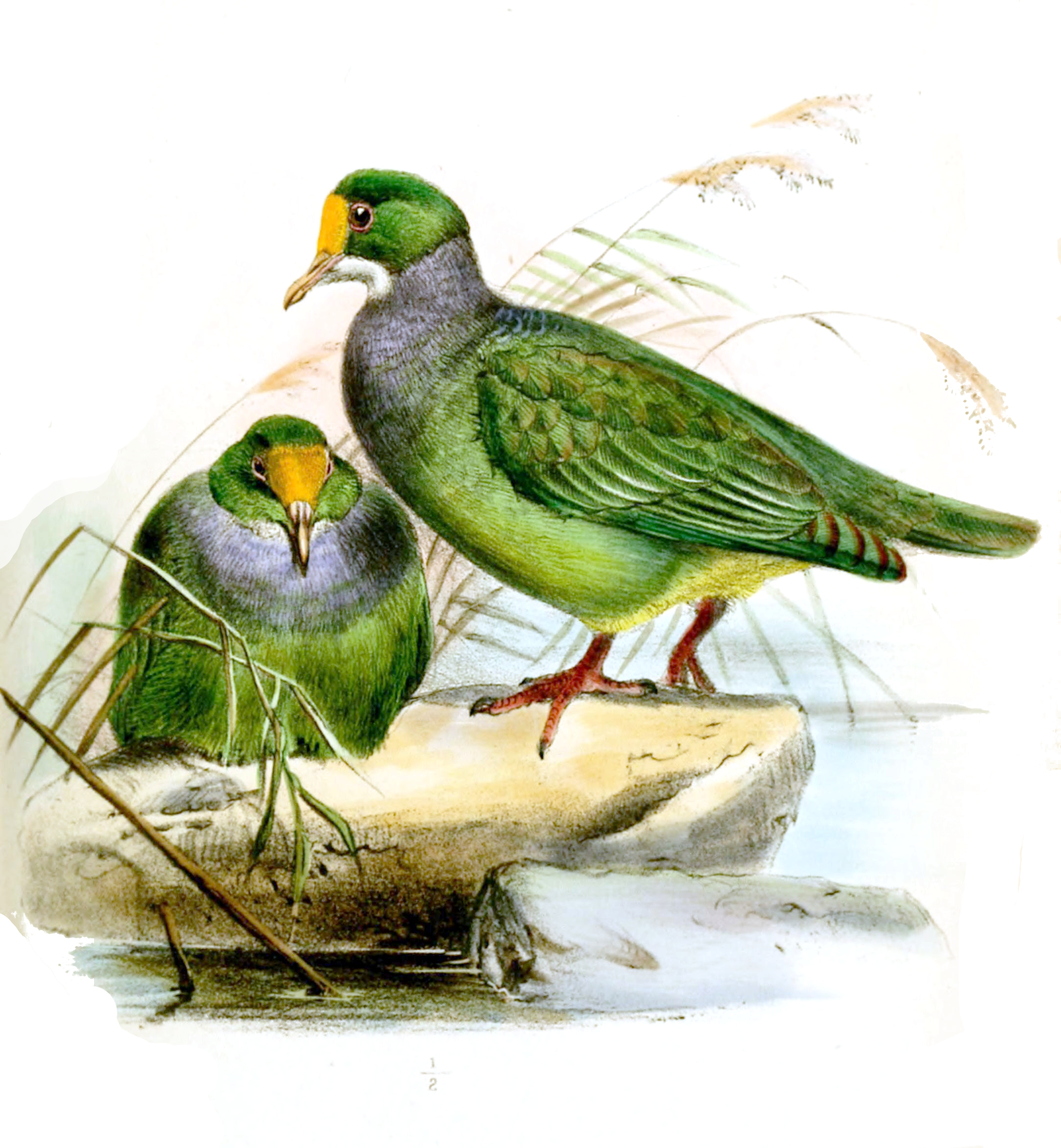
Золотолобі тілопо

Тілопо золотолобий (Ptilinopus aurantiifrons) — вид голубоподібних птахів родини голубових (Columbidae). Мешкають на Новій Гвінеї та на сусідніх островах.

## Опис
Довжина птаха становить 22,5 см. Виду не притаманний статевий диморфізм, самчики вирізняються лише дещо тьмянішим забарвленням лоба.
Голова темно зелена, на лобі і обличчя золотисто-жовта пляма. Шия темно-сіра, верхня частина тіла зелена. Крила темно-зелені з пурпуровим і бірюзовим відтінком, покривні пера з оливковим відтінком. Спина і верхні покривні пера хвоста зеленувато-оливкові, стернові пера зелені.
Підборіддя і горло білі, груди темно-сірі. Нижня частина тіла зеленувато-оливкові, боки дещо тьмяніші, гузка світліша. Нижні покривні пера хвоста лимонно-жовті, поцятковані темно-зеленими плямами. Очі червоні або оранжеві з блакитним внутрішнім кільцем.

## Поширення і екологія
Золотолобі тілопо мешкають на Новій Гвінеї та на сусідніх островах, зокрема на островах Ару, Япен, островах Західного Папуа і островах Д'Антркасто. Вони живуть у вологих тропічних і мангрових лісах, саванах і парках. Зустрічаються на висоті до 300 м над рівнем моря.